# Нюхалова Євгенія Миколаївна
Євгенія Миколаївна Нюхалова (у шлюбі — Литвиненко; 23 травня 1995) — українська волейболістка, діагональний нападник. Учасниця клубних чемпіонатів світу в складі швейцарського «Волеро» і філіппінського клубу з Маніли.

## Клуби
| Роки      | Команди                     |
| --------- | --------------------------- |
| 2007-2013 | «Сєвєродончанка»            |
| 2013-2015 | «Волеро» (Цюрих)            |
| 2015-2016 | «Рошевіль» (Ле-Канне)       |
| 2016      | ПСЛ-Ф2 «Логістікс» (Маніла) |
| 2016-2017 | «Сєвєродончанка»            |
| 2016-2018 | «Кангасала»                 |

## Статистика
Статистика виступів у міжнародних клубних турнірах:
| Сезон   | Клуб                  | Турнір          | Ігри | Сети | Очки | Ср.  | Примітки |
| ------- | --------------------- | --------------- | ---- | ---- | ---- | ---- | -------- |
| 2011-12 | «Сєвєродончанка»      | Кубок виклику   |      |      |      |      |          |
| 2013-14 | «Волеро» (Цюрих)      | Ліга чемпіонів  | 7    | 13   | 2    | 0,15 |          |
| 2013-14 | «Волеро» (Цюрих)      | Чемпіонат світу | 4    | 9    | 4    |      |          |
| 2014-15 | «Волеро» (Цюрих)      | Ліга чемпіонів  | ?    |      | 0    |      |          |
| 2014-15 | «Волеро» (Цюрих)      | Чемпіонат світу | 0    | 0    | 0    | 0    |          |
| 2015-16 | «Рошевіль» (Ле-Канне) | Ліга чемпіонів  | 6    | 19   | 62   | 3,26 |          |
| 2016    | ПСЛ-Ф2 «Логістікс»    | Чемпіонат світу | 5    | 12   | 33   |      |          |
| 2016-17 | «Кангасала»           | Кубок виклику   | 2    | 6    | 24   | 4,00 |          |